# Chi dell'altrui si veste, presto si spoglia
Chi dell'altrui si veste, presto si spoglia (en català: Qui es vesteix d'un altre aviat es despulla) és una òpera en dos actes composta per Domenico Cimarosa sobre un llibret italià de Giuseppe Palomba. S'estrenà al Teatro dei Fiorentini de Nàpols el 1783.